# Diploschistella
Diploschistella is een geslacht van korstmossen dat behoort tot de orde Lecanorales van de ascomyceten. De typesoort is Diploschistella urceolata.

## Soorten
Volgens Index Fungorum telt het geslacht vijf soorten (peildatum december 2023):
| Soortnaam                         | Auteur(s)                                 | Publicatiejaar |
| --------------------------------- | ----------------------------------------- | -------------- |
| Diploschistella athalloides       | (Nyl.) Lücking, Knudsen & Fryday          | 2007           |
| Diploschistella lithophila        | (G. Thor & Vězda) Lücking, Sérus. & Vězda | 2005           |
| Diploschistella solorinelliformis | (Vězda) Lücking, Sérus. & Vězda           | 2005           |
| Diploschistella trapperi          | (Kalb & Vězda) Lücking, Sérus. & Vězda    | 2005           |
| Diploschistella urceolata         | Vain.                                     | 1926           |